# Lucien Cadène
Pour les articles homonymes, voir Cadène.
 (juin 2025).
Lucien Cadène, né le 28 août 1887 à Montauban et mort et inhumé dans la même ville le 11 juillet 1958, est un peintre français.

## Biographie
Ancien décorateur chez le céramiste André Metthey à Paris, où il a rencontré Derain, Roualt, Mary Cassatt, Vlaminck et Van Dongen.  
Pendant son séjour à Paris, il habitait 'La Ruche' dans le 15ème en 1914, et a exposé cinq toiles au Salon des Indépendants en 1911, trois en 1912, et en 1913. 
Grand invalide de guerre replié dans sa ville natale, il mit toute sa vie à l'épreuve la leçon de Paul Cézanne et de Georges Braque, l'inclinant vers un classicisme  Il a peint de nombreux paysages de Tarn-et-Garonne et surtout de Montauban, et Saint-Antonin-Noble-Val. 
Il fait partie de l'école dite de Montauban avec Marcel Lenoir, Lucien Andrieu, François Desnoyer. 
Rappelé le 3 août 1914 à la suite de la mobilisation générale, il est blessé le 9 décembre 1915 à Vermelles pendant la première bataille d'Artois (qui avait débuté en novembre 1914). Blessé par balles pénétrantes dans l'avant-bras gauche après un éclat de grenade, suivi d'une fracture compliquée de la cuisse droite entrainant une amputation de la cuisse, il était décoré de la médaille militaire le 11 janvier 1916 et fut déclaré grand invalide de guerre. 
Décoré de la croix de guerre avec palmes, il se retire rue Valières à Montauban, et rayé des contrôles de l'armée le 19 août 1916. Le 15 avril 1937 élevé au grade de Chevalier de la légion d'Honneur, désormais réserviste jusqu’à sa nomination à la légion d’honneur, il est décrit comme “un réserviste très honorablement connu à Montauban, avec une conduite et moralité parfaite” par l’adjudant Dubarry de la gendarmerie de Montauban.  Lucien Cadène a épousé Suzanne Marie Oulières à Vazérac le 28 juin 1937. Suzanne Oulières, née à Cahors le 27 août 1896 et lauréate de l'Ecole des Beaux-Arts était aussi un peintre qui a exposé. 
La grande toile 'Le Déjeuner à Ardus', (1935) fut exposée à l'inauguration de La Maison du Peuple à Montauban, et ensuite pendant plusieurs années dans l’entrée du musée Ingres à Montauban. Le tableau est maintenant dans Le Centre d'Interprétation de l'Architecture et du Patrimoine (CIAP) à Montauban. 
En 1939 avec le peintre Hubert Bergère (1893 – 1983) il est allé offrir des tableaux pour une tombola organisé en soutien aux réfugiés du camp d'internement de Septfonds. 
Pour Les Pendus de Montauban (1944) il avait réalisé un dessin préparatoire en cachette au matin du 24 juillet 1944. L'inscription sur le tableau final - Hommage aux Martyrs de la Gestapo et de la Milice de Darnand - condamne ouvertement les responsables de ces répressions sanglantes: les nazis et leurs collaborateurs français, et témoigne ses sentiments en faveur de la Résistance et les réfugiés. 

## Œuvres
Quelques-unes de ses œuvres sont exposées au musée Ingres à Montauban, notamment "La libération de Montauban" 1944. La grande peinture "Un dimanche à Ardus" 1935 est exposé au  CIAP à Montauban. La peinture  "Les bords du Tarn à Montauban"  (1927) est au Musée Massey de Tarbes, "Le portrait de Paul Rolland'  (1934) est à la villa des Peintres à Montricoux, et "Nature morte aux fleurs mélangées" (1947) est dans la salle des mariages de l'Hôtel de ville de Saint Porquier. 
Il a illustré :
- Joseph Rouzoul, Notre Terroir: Glanes sur Tarn et Garonne, éd.Forestier, 1933
  - René Boylesve, Le Confort moderne, éd. Les Cahiers Libres, 1926, 109 p.13 dessins et un frontispice de Lucien Cadène
- Pierre-Étienne Martel, Vin rouge, Les Cahiers occitans, 1925, 491 p.
- Maria-Carlota Girard, 'Seguida Bearneza' 1925 un frontispîce